# Ведемейеры
Ведемейеры (Wedemeyer) — дворянский род, немецкого происхождения.

## Происхождение и история рода
Род в Российской империи ведёт своё начало от Иоганна-Георга фон-Ведемейера, выходца из Торна, который был одним из потомков (VI колено) прибывшего из Торна в Ганновер — Захария Ведемейера († 21 сентября 1616). Сам Иоган-Георг фон Ведемейер (1730-1797), прибыл в Россию (1754) и занимался в С-Петербурге преподаванием наук, преимущественно историей и географией, читая эти предметы в Морском кадетском корпусе (1764-1765), в Академии наук (1795-1797) и в своём пансионате, который он содержал.  Являлся воспитателем графа Семёна Романовича Воронцова, с которым он объездил Россию (1759-1761). Умер († 19 июля 1797) и погребён на Смоленском лютеранском кладбище. Женат дважды: Анне-Елизавете Цейдлерин, от которой имел двоих детей и 2-м браком на Анне Антоновне Рингелин, от которой имел 12 человек детей.

## Известные представители
- Ведемейер Антон Иванович (1765-1806) — подполковник и кавалер Святого Георгия 4-й степени (1794), полковник (1798), генерал-майор (06 марта 1799).
- Ведемейер Александр Иванович (1768-1831) — командир 31 егерского полка (1806), генерал-майор (1819). кавалер Святого Георгия 4-й степени, комендант в Бендерах (1828).
- Ведемейер Пётр Александрович (1794-1863) — генерал-майор (1837), генерал-лейтенант (1847), генерал от инфантерии (1861).
- Ведемейер Александр Александрович (1809-1863) — генерал-майор (1853).
- Ведемейер Николай Александрович (г/р 1811) — генерал-майор (1856), генерал-лейтенант (1863), командовал Павловским и Московским полками.